# Alexandre-François Debain

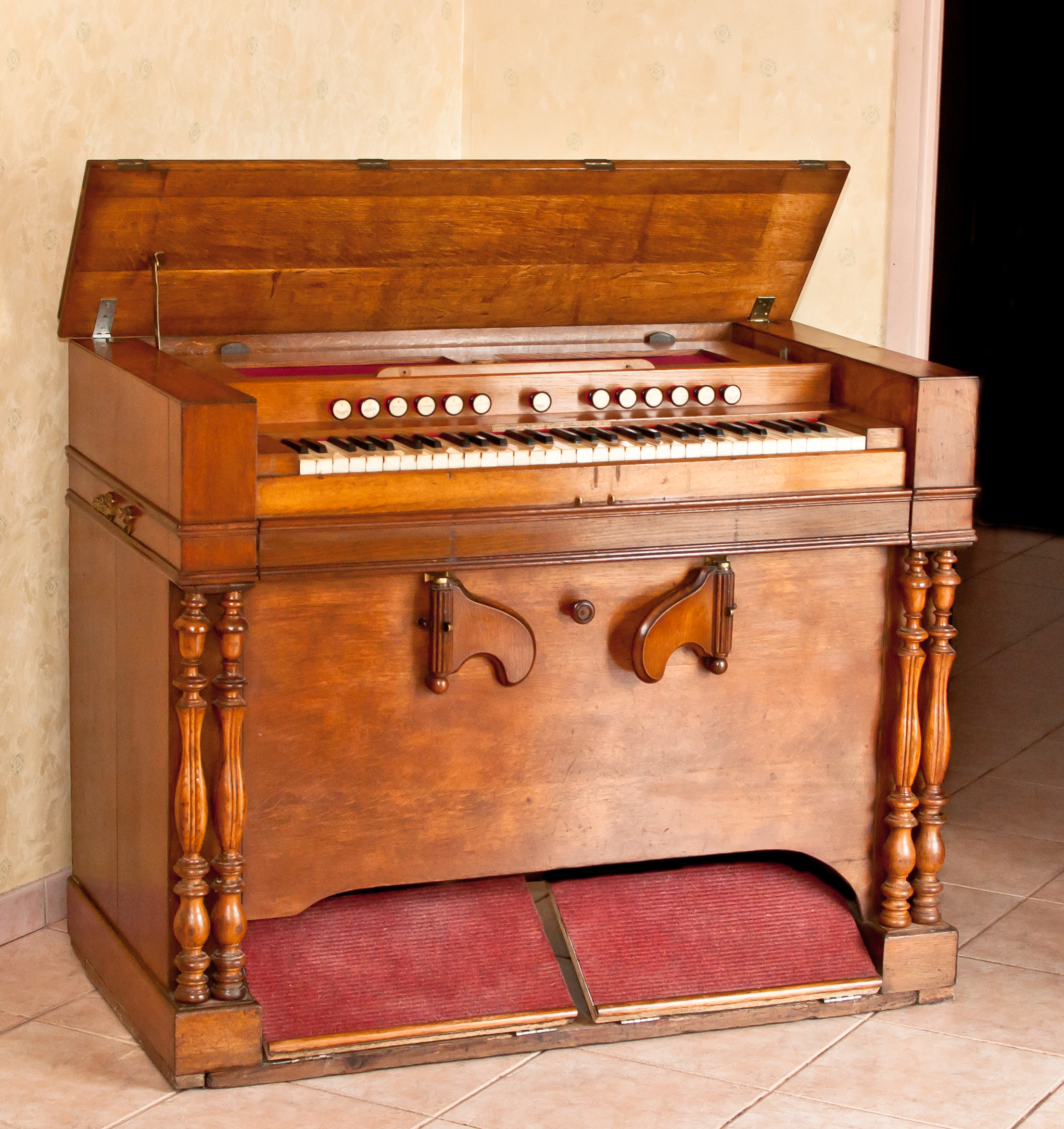
Harmonium „Debain“ mit vier Spielen, 1865

Alexandre-François Debain (* 6. Juli 1809 in Paris; † 3. Dezember 1877 ebenda) war ein französischer Orgel-, Klavier- und Harmoniumbauer.

## Werdegang
Seit 1834 baute er Klaviere und experimentierte mit anderen Instrumenten. Berühmt wurde er für die Entwicklung eines „Zungeninstruments“, für das er 1842 das Patent erhielt. Er nannte es  „Harmonium“ und die Patentschrift beschrieb detailliert das so genannte „Vierspiel“. Dieses Instrument war ein Druckwindharmonium, das effizient produziert werden konnte. In seiner Fabrik in La Chapelle-Saint-Ouen (Département Seine-Saint-Denis) beschäftigte er bis zu 600 Arbeiter und Arbeiterinnen. Auf der Weltausstellung 1867 in Paris stellte er ein Harmonium mit 50 Spielen und 3050 Zungen vor.

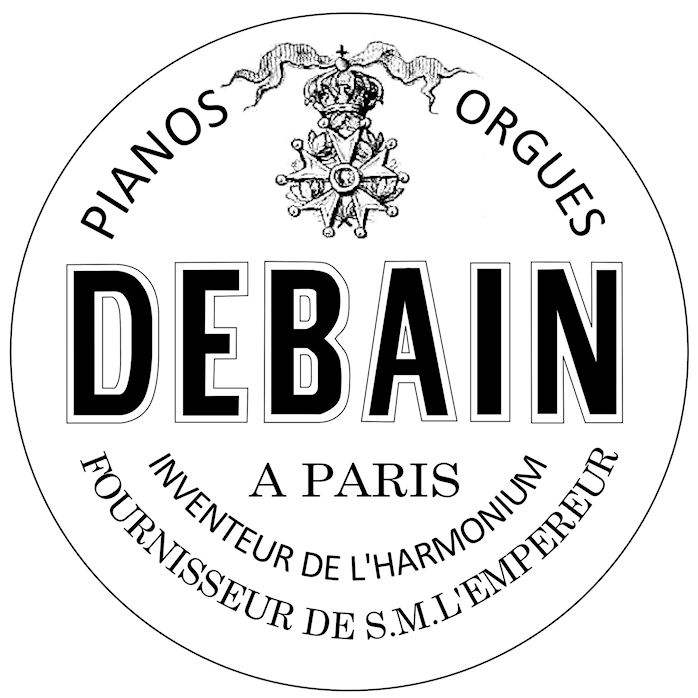

Nach seinem Tod bestand seine Fabrik Debain & Co. weiter. Sie gewann bei der Weltausstellung 1878 in Paris eine Goldmedaille.
Vierspiel (Patent „Harmonium“)
Die Disposition dieses Vierspiels:
| (0)  | Forte          |
| (4)  | Basson 8′      |
| (3)  | Clairon 4′     |
| (2)  | Bourdon 16′    |
| (1)  | Cor Anglais 8′ |
| (GJ) | Grand Jeu      |
| (E)  | Expression     |
| (1)  | Flute 8′       |
| (2)  | Clarinette 16′ |
| (3)  | Fifre 4        |
| (4)  | Hautbois 8′    |
| (0)  | Forte          |